# Belgische federale verkiezingen 2014/Kandidatenlijst/CDH
Dit zijn de kandidatenlijsten van het Centre Démocrate Humaniste voor de Belgische federale verkiezingen van 2014. De verkozenen staan vetgedrukt.

## Brussel-Hoofdstad

### Effectieven
1. Francis Delperee
2. Céline Fremault
3. Mohamed El Arnouki
4. Julien Milquet
5. Loubna Azghoud
6. Didier Wauters
7. Alperen Ozdemir
8. Sylvie Mbombo
9. Ann Gilles-Goris
10. Jean-Louis Pirottin
11. Fabienne Mineur-Boucau
12. Elhadj Moussa Diallo
13. Hélène Sebahat
14. Jean-François Thayer
15. Dorothée Cardon de Lichtbuer

### Opvolgers
1. Georges Dallemagne
2. Sofia Bennani
3. Viviane Scholliers
4. Mohammed Sebbahi
5. Kathrine Jacobs
6. Charlotte Lita Mboko
7. Roger Mertens
8. Anne Desmarets
9. Joël Riguelle

## Henegouwen

### Effectieven
1. Catherine Fonck
2. Christian Brotcorne
3. Jérôme Efong Nzolo
4. Brigitte Aubert-Verhelle
5. Michaël Van Hooland
6. Anne Mathelart
7. Marie-Eve Desbuquoit
8. Vincent Loiseau
9. Delphine Deneufbourg
10. Philippe Duvivier
11. Ophélie Cuvelier
12. Samuël Vincent
13. Magali Schepers
14. Sébastien Fonteyne
15. Audrey Juglaret
16. Bernard Langhendries
17. Isabelle Degueldre
18. Jean-Paul Procureur

### Opvolgers
1. David Lavaux
2. Cécile Dascotte
3. Eric Goffart
4. Marie-Josée Vandamme
5. Guillaume Hambye
6. Barbara Osselaer
7. Steven Royez
8. Solange Castrique-Ghestem
9. Jean-Claude Grolaux
10. Alison Lecocq

## Luik

### Effectieven
1. Melchior Wathelet
2. Vanessa Matz
3. Jean-Denis Lejeune
4. Sophie Lareppe
5. Damien Wathelet
6. Véronique Stainier
7. Patrick Willems
8. Monique Goffin-Hastir
9. Simon-Pierre Baiwir
10. Lucie Jacquinet
11. Carine Braun-Schroeder
12. Elly Jodocy
13. Pierre Erler
14. Marie-Claire Binet
15. Dominique Drion

### Opvolgers
1. Michel de Lamotte
2. Annaïg Tounquet
3. Cédric Halin
4. Lauriane Seronvalle
5. Philippe Lamalle
6. Sylvia De Jonghe
7. Mathieu Grosch
8. Viviane Dalem
9. Henri Depireux

## Luxemburg

### Effectieven
1. Benoît Lutgen
2. Isabelle Poncelet
3. Thérèse Mahy
4. René Collin

### Opvolgers
1. Anne-Catherine Goffinet
2. Nicolas Grégoire
3. Marie-Eve Hannard
4. Sébastien Michel
5. Nele De Corte
6. Jean-Marie Meyer

## Namen

### Effectieven
1. Benoît Dispa
2. Anne-Caroline Burnet
3. Axel Tixhon
4. Stéphanie Scailquin
5. Véronique Petit-Lambin
6. Luc Piette

### Opvolgers
1. Christine Botton-Mailleux
2. Bauduin Sohier
3. Christelle Plomteux
4. Claudy Noiret
5. Dorothée Klein
6. Etienne Bertrand

## Waals-Brabant

### Effectieven
1. Cédric du Monceau
2. Brigitte Wiaux
3. Benoît Huts
4. Corinne Van Oost-Vaysse
5. Raymond Langendries

### Opvolgers
1. Olivier Vanham
2. Delphine Haulotte
3. Jessie Feys
4. Valentine Percy
5. Ferdinand Jolly
6. Rudi Cloots